# الینگهم (نورث‌آمبرلند)
الینگهم (به انگلیسی: Ellingham) یک روستا و محله مدنی در بریتانیا است که در نورث‌آمبرلند واقع شده‌است. الینگهم ۲۸۲ نفر جمعیت دارد.